# Pararge nana
Pararge nana är en fjärilsart som beskrevs av Gieysztor 1923. Pararge nana ingår i släktet Pararge och familjen praktfjärilar. Inga underarter finns listade i Catalogue of Life.